# 嶺秀樹
嶺 秀樹（みね ひでき、1950年 - ）は、日本の哲学者、関西学院大学文学部名誉教授。

## 経歴
福井県生まれ。1974年京都大学文学部卒業。1979年同大学院文学研究科（西洋哲学史専攻）博士課程修了。1983年西ドイツ・テュービンゲン大学にて哲学博士号取得。
関西学院大学文学部助教授、教授を歴任し、2019年退職。名誉教授となる。
2024年『絶対無の思索へ：コンテクストの中の西田・田辺哲学』で第36回和辻哲郎文化賞を受賞。

## 著書

### 単著
- 『存在と無のはざまで：ハイデッガーと形而上学』ミネルヴァ書房、1991年。ISBN　978-4-623-02121-5
- 『ハイデッガーと日本の哲学：和辻哲郎、九鬼周造、田辺元』ミネルヴァ書房、2002年。ISBN　978-4-623-03728-5
- 『西田哲学と田辺哲学の対決：場所の論理と弁証法』ミネルヴァ書房、2012年。ISBN　978-4-623-06407-6
- 『絶対無の思索へ：コンテクストの中の西田・田辺哲学』法政大学出版局、2023年｡ISBN　978-4-588-13036-6

### 分担執筆
- 「間柄としての人間存在：和辻哲郎」常俊宗三郎編『日本の哲学を学ぶ人のために』世界思想社、1998年。
- 「カントとドイツ観念論の倫理思想」有福孝岳編『エチカとは何か：現代倫理学入門』ナカニシヤ出版、1999年。
- 「解釈学と日本の哲学」藤田正勝『知の座標軸：日本における哲学の形成とその可能性』晃洋書房、2000年。
- 「ハイデッガーと九鬼周造」藤田正勝・卞崇道・高坂史朗編『東アジアと哲学』ナカニシヤ出版、2003年。
- 「可能性としての実存思想」実存思想協会編『可能性としての実存思想』理想社、2006年。
- 「「種の論理」の形成と実践の概念」木岡伸夫・鈴木貞美編著『技術と身体：日本「近代化」の思想』ミネルヴァ書房、2006年。
- 「解釈学的現象学と元初的思索」ハイデッガー研究会編『ハイデッガーと思索の将来：哲学への＜寄与＞』理想社、2006年。
- 「日本における『存在と時間』の受容」秋富克哉・関口浩・的場哲朗共編『ハイデッガー『存在と時間』の現在：刊行80周年記念論集』南窓社、2007年。
- 「田辺元と自然の問題」小川侃編『京都学派の遺産：生と死と環境』晃洋書房、2008年。
- 「存在の出来事としての性起」秋富克哉・安部浩・古荘真敬・森一郎編『ハイデガー読本』法政大学出版局、2014年。
- 「西田哲学とフッサールの現象学」藤田正勝編『思想間の対話：東アジアにおける哲学の受容と展開』法政大学出版局、2015年。
- 「絶対弁証法の成立」杉村靖彦・田口茂・竹花洋佑編著『渦動する象徴：田辺哲学のダイナミズム』晃洋書房、2021年。
- 「永遠の今」廖欽彬・伊東貴之・河合一樹・山村奨編著『東アジアにおける哲学の生成と発展：間文化の視点から』法政大学出版局、2022年。
- 「田辺の後期哲学における歴史主義」廖欽彬・河合一樹編著『危機の時代と田辺哲学：田辺元没後60周年記念論集』法政大学出版局、2022年。

### 翻訳
- 『ハイデッガー全集 第20巻(第2部門 講義 1919-44) 時間概念の歴史への序説』常俊宗三郎共訳 創文社、1988年。
- ディーター・イェーニッヒ（グレゴール・ヘフリガー編）『芸術の空間：造形芸術の言語への道』（孟真理・大津留直共訳）青弓社、1993年。ISBN　978-4-7872-7039-9
- アルノ・バルッツィ『法哲学の根本問題：自由・法・公共の福祉』（河上倫逸共監訳）以文社、1998年。ISBN　978-4-7531-0178-8
- 『フロイト全集 20巻 ある錯覚の未来 文化の中の居心地悪さ 1929-32年』高田珠樹共訳、岩波書店、2011年。ISBN　978-4-00-092680-5